# 时间终结四重奏
《時間終結四重奏》又譯“末日四重奏”是法國作曲家奧利維埃·梅西安的室內樂作品。首演於1941年。該曲為單簧管（降B調）、小提琴、大提琴和鋼琴而作；完整作品的演出時間通常約為50分鐘。梅西安在被德軍俘虜期間譜寫這首曲子，並由他的戰友們進行首演。这是梅西安首部在戰後獲得國際性聲譽的作品。 

## 創作歷程
梅西安31岁时法国参与了第二次世界大战，1940年6月他被德军俘虏并被关在德国格尔利茨（今波兰兹戈热莱茨）的战俘营VIII-A号集中营。在前往集中营的途中，梅西安给同样是囚犯的单簧管演奏家亨利·阿科卡看了后来成为本作第三乐章《群鸟的深渊》（法語：Abîme des oiseaux）的草稿。梅西安从一个同情他的看守卡尔·阿尔伯特·布吕尔那里弄到一些纸和一支小铅笔后，就为他们谱写了一首短小的三重奏；这首曲子后来发展成了由他自己担任钢琴演奏的《时间终结四重奏》。这种乐器的组合在当时是不寻常的，但并非没有先例。瓦爾特·拉布爾在1896年写作过，保羅·欣德米特也在1938年写作过。
梅西安在乐谱的序言中写道这部作品的灵感来自于《启示录》中的文字（启10:1-2，5-7，和合本）：
我又看見另有一位大力的天使，從天降下，披着雲彩，頭上有虹。臉面像日頭，兩脚像火柱…… 他右脚踏海，左脚踏地…… 我所看見的那踏海踏地的天使，向天舉起右手來，指着那創造天和天上之物，地和地上之物，海和海中之物，直活到永永遠遠的，起誓說：“不再有時日了。”但在第七位天使吹號發聲的時候，神的奧祕就成全了，正如  神所传给他仆人众先知的佳音。 
1941年1月15日，时间终结四重奏在集中营首演，乐手们的乐器都很破旧，听众有大约400名法国同胞和警卫。:62 大提琴是用集中营成员的捐款买来的。:34梅西安后来回忆说：“从来没有人像这样全神贯注地听我演奏。”
几个月后，在布吕尔的帮助下梅西安得到释放，这要感谢他以前的管风琴老师、巴黎音乐学院教授马塞尔·迪普雷的恳求，正如梅西安研究者奈杰尔·西梅内（Nigel Simeone）所写：
马塞尔·迪普雷在确保梅西安获释的过程中起到了至关重要的作用。他后来回忆说，他在1941年初拜访了在巴黎宣传部的弗里茨·皮尔西（Fritz Piersig）为梅西安求情，并得到他的保证："最迟十天后，他就会进入他的办公室"。迪普雷的干预显然是有效的。梅西安写给克劳德·阿留的一封情绪激动的信中宣布了他刚刚获得自由的消息，这使我们可以确定他从西里西亚（途经纽伦堡和里昂）返回坎塔尔新萨尔格的日期。
梅西安之后和首演时的大提琴手艾蒂安·帕斯基耶以及另外两位小提琴手让·帕斯基耶和单簧管演奏家安德烈·瓦克利耶合作为法国唱片俱乐部（法語：Club Français du Disc）录制了四重奏的LP唱片（1956年）。

## 分析
梅西安通过他的有限移位调式来横向组织他的结构，并将他的旋律理论作为纵向的补充，因此他在声音的两个维度上实现了全面的控制。
作品没有采用二声部音阶，而是创造了七种调式，每个调式都可以通过提高半音进行有限的转调，然后再回到与原来顺序不同（使用倒影、倒影逆行等手法）的音符组合上。在每个调式中的音符可以被安排成旋律或和弦。而织体的复杂性来自于每个调式的转调、加入调外音符或和弦以获得强烈的表现力、两个调式的叠加使用以及将人工调式与传统调式混合在一起等手法。

### 作品结构
本作有八个乐章，名称为汉法英排序：
1. 圣洁的礼拜 "Liturgie de cristal" (Crystal liturgy)
2. 末日天使的练声曲 "Vocalise, pour l'Ange qui annonce la fin du Temps" (Vocalise, for the Angel who announces the end of time)
3. 群鸟的深渊 "Abîme des oiseaux" (Abyss of birds)
4. 间奏曲 "Intermède" (Interlude)
5. 赞耶稣永恒 "Louange à l'Éternité de Jésus" (Praise to the eternity of Jesus)
6. 七只号角的疯狂舞蹈 "Danse de la fureur, pour les sept trompettes" (Dance of fury, for the seven trumpets)
7. 彩虹萦绕的末日天使 "Fouillis d'arcs-en-ciel, pour l'Ange qui annonce la fin du Temps" (Tangle of rainbows, for the Angel who announces the end of time)
8. 赞耶稣不朽 "Louange à l'Immortalité de Jésus" (Praise to the immortality of Jesus)[11][12][13]

下面皆引用自梅西安在乐谱序言中的译文，乐章简介来自后方的来源。

#### I. 圣洁的礼拜
在乐谱的序言中，梅西安这样描述了四重奏的开头：
开头描绘了凌晨三点到四点之间鸟类的苏醒： 一只独奏的黑鸟或夜莺在即兴演奏，而周围是被高高在上的颤音所包围微弱的声响。通过把这一切移植到宗教层面，你就有了天堂的和谐与寂静。
这首为四重奏而写的乐章，开场时的单簧管独奏模仿黑鸟的歌声，小提琴则模仿夜莺的歌声。大提琴和钢琴为乐章提供了基本的低音节拍。大提琴在同一个五音旋律（使用C、E、D、升F和降B）和15个持续音的重复模式中循环。而钢琴部分由一个17个音的节奏模式组成，严格地通过29个和弦进行转换，仿佛让听众看到了某种永恒的东西。
此乐章共41小节，速度约为每分钟45拍；此乐章的音量均偏弱而钢琴声部使用的材料始终统一。

#### II. 末日天使的练声曲
本乐章同样是完整的四重奏，梅西安为这个乐章写道：
第一和非常短的第三部分让人联想到这位强大天使的力量，他头顶彩虹身披云彩，一只脚踏在海面上，另一只脚踏在地上，而在第二部分则是高不可攀的天籁之音。钢琴中甜美的蓝橙色和弦层层叠叠，在遥远的钟声中包围着小提琴和大提琴近乎平淡的歌声。
此乐章共48小节，共有104节拍每分钟、54节拍每分钟和50节拍每分钟三种速度。此乐章在音色和速度上形成了鲜明的对比，如开始之后慢速片段的单簧管声部留白与开始四件乐器齐奏的音色对比、乐章开始的“fff”（极强）与结尾的“ppp”（极弱）的力度对比。

#### III. 群鸟的深渊
梅西安写道：
深渊（abyss，基督教名词）是时间的悲哀与疲惫。鸟声则是时间的反面，它们是我们对光明、星星、彩虹和欢快歌声的渴望。
此乐章共43小节，但又因没有均匀的节拍划分使得各小节的分界线失去了意义。这个乐章作为单簧管的独奏曲，所以音色与前两个乐章形成了强烈的对比。此乐章演奏难度也较大因此对即使是最优秀的单簧管演奏者也是一个考验。乐章采用极慢的速度（八分音符=44）。

#### IV. 间奏曲
这是一首小提琴、大提琴和单簧管的三重奏曲，梅西安这样写道：
诙谐曲，比其他乐章更有个性， 但通过某些旋律的复现与其他乐章相连。
此乐章共73小节，演奏力度则较强与第三乐章的弱进行对比，以此避免听者听觉疲劳。

#### V. 赞耶稣永恒
梅西安写道：
耶稣在这里被认为是“道”。大提琴上演奏的一个“无限缓慢 ”的宽广乐句以爱和崇敬的态度放大耶稣“其时间永不枯竭 ”的大力和其温柔的道的永恒。旋律雄浑地延伸到一种温柔、高贵的远方。“太初有道，道与神同在，道就是神”。（注:序言原话）引自约翰福音1:1（和合本）
此乐章共35小节，钢琴和大提琴在此乐章采用极慢的速度演奏，即为序言中的“旋律雄浑地延伸”。

#### VI. 七只号角的疯狂舞蹈
梅西安写的这个乐章，是为四重奏而作：
节奏上这是该系列中最有特色的一首曲子。四件乐器齐声模仿锣和号角（即天启的前六个号角，接着是各种灾难，第七位天使的号角宣布上帝的奥秘圆满），在作品的最后会听到所有可怕的很强（fortissimo）主题的增强和不同音符的音域变化。
此乐章共111小节，是全曲篇幅最大、速度最快、变换最丰富的一个乐章。此乐章大量使用了梅西安的有限移位调式与附加时值节奏技巧，因此形成了舞蹈之感。

#### VII. 彩虹萦绕的末日天使
梅西安为这个四重奏乐章写道：
这里反复出现了第二乐章的某些段落。代表天使的段落全面出现，尤其是覆盖在他身上的彩虹。在梦中，我听到和看到了有序的和弦和旋律、已知的颜色和形状；然后在这个过渡阶段之后，我穿过虚幻和痛苦，带着狂喜进行一场比赛；超人的声音和颜色在其中迂回共渗。这些火之剑，这蓝橙色的熔岩，这些突如其来的星星。有它们之间的纠缠，也有它们形成的彩虹!
此乐章共98小节，开头既是极慢的大提琴与钢琴二重奏，此乐章和声色彩与速度变换比较明显，因此音乐的强弱与旋律也会随之改变。同样的，梅西安在曲子中不时的加入其他两种乐器来改变音色，正如梅西安在序言中所说，这些丰富的和弦构成了萦绕的彩虹。

#### VIII. 赞耶稣不朽
梅西安写道：
小提琴独奏与第五乐章的大提琴独奏相对应。为什么要写这第二首颂歌？因为它特别针对耶稣的第二个方面即耶稣的永恒。耶稣这个人道成肉身，为我们传达他的生命而不朽地复活。这都是耶稣对众人的爱。它的缓慢上升到敏锐的极致，是人对他的神的上升，是神的孩子对他的父的上升，是被神化的存在走向天堂。
此乐章共32小节，展现了梅西安虔诚的宗教信仰。此乐章是全曲速度最慢的一个乐章，宛若一首肃穆的赞歌。

## 錄音推薦
- Yordanoff, Luben. Tetard, Albert. Desurmont, Claude. Barenboim, Daniel.  (CD). 20th Century Classics. Deutsche Grammophon. Barcode 028942324725.

## 衍生作品
- 约翰娜·斯基布斯鲁德（英语：Johanna Skibsrud）的同名小说《时间终结四重奏》，2014年[20]